# Stanislav Andreyev
Stanislav Andreyev (Tashkent, 5 maggio 1988) è un calciatore uzbeko, difensore del So'g'diyona.

## Caratteristiche tecniche
Gioca come terzino sinistro, ma può essere impiegato anche a centrocampo.

## Carriera

### Club
Comincia a giocare al Topalang. Nel 2007 viene acquistato dal Paxtakor.

### Nazionale
Ha debuttato in Nazionale il 28 marzo 2009, in Uzbekistan-Qatar (4-0). Ha messo a segno la sua prima rete con la maglia della Nazionale il 25 febbraio 2012, nell'amichevole Corea del Sud-Uzbekistan (4-2), in cui ha messo a segno la rete del momentaneo 3-2, trasformando un calcio di rigore. Ha partecipato, con la Nazionale, alla Coppa d'Asia 2011.